# Грекко, Ричард Джон
Ричард Джон Грекко (англ. Richard John Grecco, 4 марта 1946 года, Торолд, региональный муниципалитет Ниагара, Южное Онтарио, Канада) — тринадцатый епископ Шарлоттауна с 11 июля 2009 года по 4 марта 2021 года.

## Биография
Окончил семинарию Святого Антония в Торонто. 4 мая 1991 года рукоположён в священники. Служил викарием в приходе Святого Дениса в Сент-Катаринсе, преподавал в педагогическом колледже (1973—1977). Обучался в Папском Григорианском университете и в Колледже Святого Михаила, где в 1982 году получил научную степень доктора богословия. В последующие годы: духовник в семинарии Святого Августина в Торонто (1977—1981), профессор теологии в этой же семинарии (1981—1988), директор по религиозному воспитанию епархии Сент-Катаринса (1981—1989), профессор этики в Торонто (1981—1989), настоятель прихода Святого Томаса Мора в региональном муниципалитете Ниагара (1989—1992), профессор богословия в Колледже Святого Иосифа Университета Альберты в Эдмонтоне (1992—1994), священник прихода святого Альфреда в Сент-Катаринсе (1994—1998), генеральный викарий епархии Сент-Катаринса (1995—1998).
5 октября 1997 года Римский папа Иоанн Павел II назначил его вспомогательным епископом епархии Лондона и титулярным епископом Уккулы. 2 февраля 1998 года состоялось его рукоположение в епископы, которое совершил епископ Сент-Катаринса в отставке Томас Бенджамин Фултон в сослужении с епископом Сент-Катаринса Джоном Алозием О’Мара и епископом Лондона Джоном Майклом Шерлоком.
27 апреля 2002 года назначен вспомогательным епископом архиепархии Торонто. 11 июля 2009 года римский папа Бенедикт XVI назначил его епископом Шарлоттауна.
4 марта 2021 года подал в отставку.